# Gran Premio di Corea 2011
Il Gran Premio di Corea 2011 si è corso domenica 16 ottobre 2011 sul circuito di Sud Jeolla in Corea del Sud, sedicesima prova della stagione 2011 del Campionato mondiale di Formula 1. Il circuito sorge a oltre 300 km dalla capitale Seul. La gara è stata vinta dal tedesco Sebastian Vettel su Red Bull Racing-Renault, al suo ventesimo successo nel mondiale. Vettel ha preceduto sul traguardo il britannico Lewis Hamilton su McLaren-Mercedes e il suo compagno di squadra, l'australiano Mark Webber.
Con questi risultati la Red Bull ha ottenuto la certezza matematica della vittoria del suo secondo titolo mondiale consecutivo.

## Vigilia

### Sviluppi futuri
Il proprietario della Force India, l'indiano Vijay Mallya, annuncia di avere ceduto metà delle sue quote della scuderia al gruppo Sahara India Pariwar. Dopo tale operazione Mallya e il gruppo neoentrato posseggono il 42,5% delle azioni a testa, mentre il 15% restante è di proprietà della famiglia Mol. Il team sarà ribattezzato Sahara Force India.
Nel fine settimana del gran premio la FOTA, l'associazione che raggruppa quasi tutti i costruttori, tiene una riunione per valutare le norme in merito alla restrizione dei costi. L'associazione decide di rinviare le decisioni al Gran Premio di Abu Dhabi.

### Analisi per il campionato costruttori
Dopo che nel gran premio precedente è stato assegnato il titolo piloti a Sebastian Vettel, la sua scuderia, la Red Bull Racing, può ottenere anche il titolo costruttori qualora ottenga lo stesso numeri di punti della scuderia ora seconda in classifica, la McLaren.

### Aspetti tecnici
La Pirelli, fornitore unico degli pneumatici, annuncia per questo gran premio coperture di tipo super-morbido e morbido.
La FIA pone la zona di attivazione del DRS in gara sul rettilineo posto tra la curva 2 e la curva 3. Il dispositivo non potrà comunque essere utilizzato nei primi 516 m del rettifilo. Il detection point, ovvero il punto dove viene rilevato il distacco tra le vetture, è posto trenta metri prima della curva 1.
A seguito delle critiche ricevute dal circuito nella stagione precedente, viene allontanato il muretto della curva 17 dalla pista e lo stesso disegno della curva viene modificato. Le condizioni della struttura non sono però, di fatto, migliorate. Anche lo scarso interesse dimostrato dal pubblico sembra mettere in discussione la tenuta del gran premio per il futuro.

### Aspetti sportivi
L'ex pilota britannico di F1 Martin Donnelly svolge per questo gran premio la funzione di commissario aggiunto della FIA.
Il francese Jean-Éric Vergne, giunto secondo nella World Series by Renault 2011, prende il posto di Jaime Alguersuari alla STR-Ferrari nelle prime prove libere del venerdì. È annunciato che prenderà parte a tali prove libere anche nel Gran Premio di Abu Dhabi, al posto di Sébastien Buemi e nel Gran Premio del Brasile. È il primo francese che torna su una monoposto di F1 durante un week-end di gara dal Gran Premio di Abu Dhabi 2009, quando Romain Grosjean corse per la Renault.
Sempre nelle libere del venerdì i due piloti indiani Karun Chandhok e Narain Karthikeyan sostituiscono i due piloti italiani, rispettivamente Jarno Trulli alla Lotus-Renault e Vitantonio Liuzzi all'HRT-Cosworth.
La McLaren festeggia il suo settecentesimo gran premio nella storia del mondiale di Formula 1. L'esordio avvenne nel Gran Premio di Monaco 1966; nei 699 gran premi precedenti la casa inglese si è aggiudicata 174 vittorie, ha ottenuto 146 pole e 149 giri veloci, con otto titoli costruttori e dodici piloti.

## Prove

### Resoconto
La prima giornata di prove libere è caratterizzata dalla pioggia. Nella prima sessione per quasi un'ora non vengono fatti segnare tempi. Il primo è Lewis Hamilton, che poco dopo è battuto da Sébastien Buemi. Successivamente il tempo migliore viene realizzato da Paul di Resta su Force India.
Nelle fasi finali il tempo è stato abbassato prima da Sebastian Vettel e poi da Michael Schumacher. Non hanno fatto segnare tempi le due Ferrari, le due Renault, Heikki Kovalainen e Jenson Button.
Nella seconda sessione di giornata le scuderie hanno voluto fare prendere subito la pista alle proprie vetture. La pista era ancora umida, pur in assenza di pioggia intensa. Inizialmente il miglior tempo è fatto segnare da Sebastian Vettel della Red Bull, davanti al compagno di scuderia Mark Webber. Dopo circa mezz'ora la testa è stata presa da Lewis Hamilton, che precedeva Jenson Button. La pista, via via più asciutta, consentiva ai piloti l'utilizzo di gomme intermedie.
Nella parte finale della sessione nessun pilota di altre scuderie è riuscito ad avvicinare il tempo dei due della McLaren-Mercedes; il terzo, Vettel, è rimasto a oltre un secondo e otto decimi. Nico Rosberg e Jaime Alguersuari sono arrivati al contatto dopo un errore del pilota tedesco. Il pilota della Mercedes è arrivato lungo alla prima curva, finendo per centrare la vettura del pilota spagnolo, che con la sua STR-Ferrari stava appunto prendendo la via della pista. Per tale motivo il tedesco ha anche consigliato di modificare il disegno della corsia di rientro in pista dai box, giudicata troppo pericolosa rispetto alla conformazione della prima curva del tracciato.
La FIA ha deciso di installare delle indicazioni luminose nel punto della pista per agevolare la sicurezza dei piloti.
Rosberg è stato poi multato di 10.000 € per il ritardo con cui si è presentato dagli steward al termine delle prove per spiegare l'incidente con Alguersuari. Gli steward, considerando la correttezza di Nico Rosberg nella sua carriera, hanno poi ridotto la multa a 5.000 €.
Vi sono state nella sessione diverse uscite di pista di molti piloti, tra cui Hamilton e Alonso.
Negli ultimi minuti, Sébastien Buemi ha tentato di montare gomme da asciutto ma è stato autore di un testacoda. Anche Mark Webber ha fatto lo stesso tentativo, ma senza migliorare il suo tempo.
L'ultima sessione di prove libere al sabato mattina è invece stata disputata su pista asciutta. Anche questa sessione è stata caratterizzata da un predominio delle due McLaren che hanno sempre mantenuto la testa nella classifica dei tempi. Jenson Button ha dovuto cambiare il telaio, sostituito durante la notte.
Prima si è posto in testa proprio Button, poi sopravanzato da Hamilton, infine ancora Button ha fatto segnare il tempo migliore. Bruno Senna della Renault, che oggi compie 28 anni, è autore di un testacoda alla curva 13; la sua vettura tocca il muretto, tanto da danneggiare l'ala anteriore. Alla curva 14 è Jarno Trulli protagonista di un'uscita di pista. Le prove di Daniel Ricciardo dell'HRT sono rallentate da un problema tecnico.

### Risultati
Nella prima sessione del venerdì si è avuta questa situazione:
| Pos | Nº | Pilota             | Costruttore          | Tempo    | Gap    | Giri |
| --- | -- | ------------------ | -------------------- | -------- | ------ | ---- |
| 1   | 7  | Michael Schumacher | Mercedes GP          | 2'02"784 |        | 10   |
| 2   | 1  | Sebastian Vettel   | RBR-Renault          | 2'02"840 | +0"056 | 8    |
| 3   | 15 | Paul di Resta      | Force India-Mercedes | 2'02"912 | +0"128 | 12   |

Nella seconda sessione del venerdì si è avuta questa situazione:
| Pos | Nº | Pilota           | Costruttore      | Tempo    | Gap    | Giri |
| --- | -- | ---------------- | ---------------- | -------- | ------ | ---- |
| 1   | 3  | Lewis Hamilton   | McLaren-Mercedes | 1'50"828 |        | 26   |
| 2   | 4  | Jenson Button    | McLaren-Mercedes | 1'50"932 | +0"104 | 19   |
| 3   | 1  | Sebastian Vettel | RBR-Renault      | 1'52"646 | +1"818 | 30   |

Nella sessione del sabato mattina si è avuta questa situazione:
| Pos | Nº | Pilota         | Costruttore      | Tempo    | Gap    | Giri |
| --- | -- | -------------- | ---------------- | -------- | ------ | ---- |
| 1   | 4  | Jenson Button  | McLaren-Mercedes | 1'36"910 |        | 18   |
| 2   | 3  | Lewis Hamilton | McLaren-Mercedes | 1'37"199 | +0"289 | 18   |
| 3   | 2  | Mark Webber    | RBR-Renault      | 1'37"723 | +0"813 | 23   |

## Qualifiche

### Resoconto
Anche le qualifiche si svolgono in condizioni di asciutto. Nella Q1 Daniel Ricciardo non fa segnare tempi validi. Oltre a lui vengono eliminate le due Lotus-Renault, le due Virgin-Cosworth, il suo compagno di scuderia Vitantonio Liuzzi e Rubens Barrichello, che proprio negli ultimi istanti della sessione viene sopravanzato dal compagno di scuderia Pastor Maldonado.
Nella seconda parte le due Force India-Mercedes riescono a entrate nella top ten solo all'ultimo tentativo, relegando così in dodicesima posizione Michael Schumacher. Assieme al tedesco vengono eliminate le due STR-Ferrari, le due Sauber-Ferrari e Bruno Senna.
In Q3 Lewis Hamilton, che aveva già fatto segnare i tempi migliori sia in Q1 che in Q2, si porta subito in testa, seguito da Sebastian Vettel, staccato di soli 30 millesimi. Nel giro di rientro Vettel taglia una chicane, ma i commissari decidono di non penalizzarlo. Al secondo tentativo l'inglese è stato capace di migliorarsi ulteriormente; né Jenson Button, né Sebastian Vettel sono stati capaci di battere il suo tempo. Hamilton ha così conquistato la pole numero 19 in F1, la 147ª per la McLaren, in quello che rappresenta il 700º Gran Premio di Formula 1, valido per il mondiale, da parte della casa britannica. Si interrompe in questo modo la striscia di 16 pole consecutive della RBR, iniziata nel Gran Premio di Abu Dhabi 2010. Essa rappresenta comunque la terza più lunga striscia di pole consecutive nella storia del mondiale per un costruttore.

### Risultati
Nella sessione di qualifica si è avuta questa situazione:
| Pos                         | Nº | Pilota             | Costruttore          | Q1          | Q2       | Q3          | Griglia |
| --------------------------- | -- | ------------------ | -------------------- | ----------- | -------- | ----------- | ------- |
| 1                           | 3  | Lewis Hamilton     | McLaren-Mercedes     | 1'37"525    | 1'36"526 | 1'35"820    | 1       |
| 2                           | 1  | Sebastian Vettel   | RBR-Renault          | 1'39"093    | 1'37"285 | 1'36"042    | 2       |
| 3                           | 4  | Jenson Button      | McLaren-Mercedes     | 1'37"929    | 1'37"302 | 1'36"126    | 3       |
| 4                           | 2  | Mark Webber        | RBR-Renault          | 1'39"071    | 1'37"292 | 1'36"468    | 4       |
| 5                           | 6  | Felipe Massa       | Ferrari              | 1'38"670    | 1'37"313 | 1'36"831    | 5       |
| 6                           | 5  | Fernando Alonso    | Ferrari              | 1'38"393    | 1'37"352 | 1'36"980    | 6       |
| 7                           | 8  | Nico Rosberg       | Mercedes GP          | 1'38"426    | 1'37"892 | 1'37"754    | 7       |
| 8                           | 10 | Vitalij Petrov     | Renault              | 1'38"378    | 1'38"186 | 1'38"124    | 8       |
| 9                           | 15 | Paul di Resta      | Force India-Mercedes | 1'38"549    | 1'38"254 | senza tempo | 9       |
| 10                          | 14 | Adrian Sutil       | Force India-Mercedes | 1'38"789    | 1'38"219 | senza tempo | 10      |
| 11                          | 19 | Jaime Alguersuari  | STR-Ferrari          | 1'39"392    | 1'38"315 | N.D.        | 11      |
| 12                          | 7  | Michael Schumacher | Mercedes GP          | 1'38"502    | 1'38"354 | N.D.        | 12      |
| 13                          | 18 | Sébastien Buemi    | STR-Ferrari          | 1'39"352    | 1'38"508 | N.D.        | 13      |
| 14                          | 16 | Kamui Kobayashi    | Sauber-Ferrari       | 1'39"464    | 1'38"775 | N.D.        | 14      |
| 15                          | 9  | Bruno Senna        | Renault              | 1'39"316    | 1'38"791 | N.D.        | 15      |
| 16                          | 12 | Pastor Maldonado   | Williams-Cosworth    | 1'39"436    | 1'39"189 | N.D.        | 16      |
| 17                          | 17 | Sergio Pérez       | Sauber-Ferrari       | 1'39"097    | 1'39"443 | N.D.        | 17      |
| 18                          | 11 | Rubens Barrichello | Williams-Cosworth    | 1'39"538    | N.D.     | N.D.        | 18      |
| 19                          | 20 | Heikki Kovalainen  | Lotus-Renault        | 1'40"522    | N.D.     | N.D.        | 19      |
| 20                          | 21 | Jarno Trulli       | Lotus-Renault        | 1'41"101    | N.D.     | N.D.        | 20      |
| 21                          | 24 | Timo Glock         | Virgin-Cosworth      | 1'42"091    | N.D.     | N.D.        | 21      |
| 22                          | 25 | Jérôme d'Ambrosio  | Virgin-Cosworth      | 1'43"483    | N.D.     | N.D.        | 22      |
| 23                          | 23 | Vitantonio Liuzzi  | HRT-Cosworth         | 1'43"758    | N.D.     | N.D.        | 23      |
| Tempo limite 107%: 1'44"351 |    |                    |                      |             |          |             |         |
| NQ                          | 22 | Daniel Ricciardo   | HRT-Cosworth         | senza tempo | N.D.     | N.D.        | 24      |

Con i tempi in grassetto sono visualizzate le migliori prestazioni in Q1, Q2 e Q3.

## Gara

### Resoconto
Sul circuito non piove anche se c'è il pericolo di una debole pioggia nei primi giri. Alla partenza Lewis Hamilton mantiene la testa, ma già alla curva 3 viene passato da Sebastian Vettel. Più dietro scatta bene Felipe Massa che guadagna la terza posizione alla curva 3 a scapito di Button che prova a replicare nella successiva finendo per avvantaggiare Webber, ora terzo; seguono Massa, Fernando Alonso, seguito da Jenson Button.

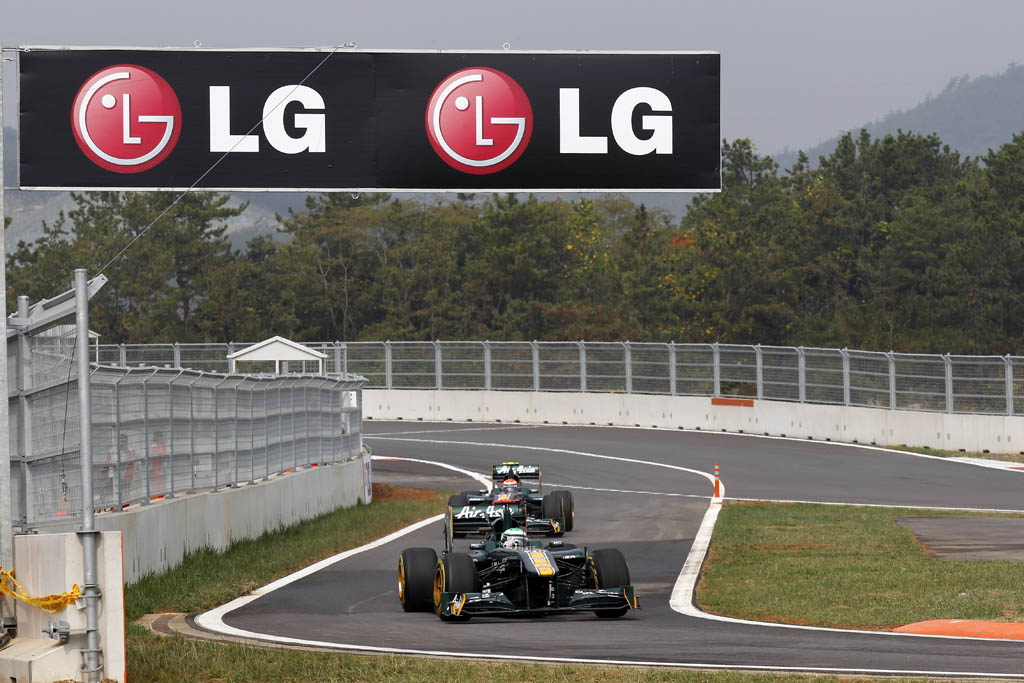
Heikki Kovalainen e Jarno Trulli in Corea.

Nei primi giri Vettel riesce a ottenere un certo margine su Hamilton, mentre dietro Massa si crea un piccolo trenino formato da Alonso, Button e Rosberg. Al giro 13 pit stop per Button e Rosberg: i due escono appaiati nella corsia dei box, con il tedesco che passa il britannico. Sulla parte finale della corsia di rientro Rosberg va lungo, venendo passato da Button. Nel rettilineo seguente Rosberg è però capace di riprendere la posizione. Il giro seguente Button ripassa Rosberg. Nella tornata di pit stop sono le Ferrari a perderci con Massa che scivola al sesto posto e Alonso, addirittura al nono, dietro Schumacher e Petrov.
Al giro 16 Vitalij Petrov tampona Michael Schumacher alla frenata della curva 3. I due sono costretti al ritiro; per la presenza di detriti sulla pista viene imposta la Safety Car. Al momento della ripartenza Vettel conduce davanti a Hamilton, Webber, Button, Rosberg, Massa e Alonso. I due ferraristi mettono sotto pressione il tedesco per vari giri, fino a passarlo al ventisettesimo giro.
I primi tre intanto ora sono molto vicini: si accende una battaglia tra Hamilton e Webber, per la seconda piazza. I due vanno anche contemporaneamente ai box al giro 33; nella tornata successiva si assiste a un spettacolare scambio di posizioni in cui i due percorrono appaiati diverse curve ma alla fine l'australiano non trova lo spazio per passare l'inglese. Dopo la seconda tornata di cambi gomma, Alonso, con una serie di giri veloci, guadagna una posizione su Massa.
Negli ultimi giri Jenson Button, approfittando della battaglia fra Hamilton e Webber si avvicina ai due. Al 49º giro Webber passa Hamilton alla prima curva, il duello tra i due con vetture appaiate e vari controsorpassi prosegue per mezzo giro, fino a quando Hamilton non passa Webber nel giro seguente utilizzando il DRS. Intanto anche Alonso si avvicina a loro e a Button.
All'ultimo giro Jaime Alguersuari passa Nico Rosberg per la settima piazza.
Sebastian Vettel vince per la ventesima volta nel mondiale, Hamilton è secondo, Webber terzo; con questo risultato la Red Bull Racing conquista per il secondo anno consecutivo il titolo costruttori.

### Risultati
I risultati del gran premio sono i seguenti:
| Pos | Nº | Pilota             | Costruttore          | Giri | Tempo/Ritiro                | Griglia | Punti |
| --- | -- | ------------------ | -------------------- | ---- | --------------------------- | ------- | ----- |
| 1   | 1  | Sebastian Vettel   | RBR-Renault          | 55   | 1h38'01"994                 | 2       | 25    |
| 2   | 3  | Lewis Hamilton     | McLaren-Mercedes     | 55   | +12"019                     | 1       | 18    |
| 3   | 2  | Mark Webber        | RBR-Renault          | 55   | +12"477                     | 4       | 15    |
| 4   | 4  | Jenson Button      | McLaren-Mercedes     | 55   | +14"694                     | 3       | 12    |
| 5   | 5  | Fernando Alonso    | Ferrari              | 55   | +15"689                     | 6       | 10    |
| 6   | 6  | Felipe Massa       | Ferrari              | 55   | +25"133                     | 5       | 8     |
| 7   | 19 | Jaime Alguersuari  | STR-Ferrari          | 55   | +49"538                     | 11      | 6     |
| 8   | 8  | Nico Rosberg       | Mercedes GP          | 55   | +54"053                     | 7       | 4     |
| 9   | 18 | Sébastien Buemi    | STR-Ferrari          | 55   | +1'02"762                   | 13      | 2     |
| 10  | 15 | Paul di Resta      | Force India-Mercedes | 55   | +1'08"602                   | 9       | 1     |
| 11  | 14 | Adrian Sutil       | Force India-Mercedes | 55   | +1'11"229                   | 10      |       |
| 12  | 11 | Rubens Barrichello | Williams-Cosworth    | 55   | +1'33"068                   | 18      |       |
| 13  | 9  | Bruno Senna        | Renault              | 54   | +1 giro                     | 15      |       |
| 14  | 20 | Heikki Kovalainen  | Lotus-Renault        | 54   | +1 giro                     | 19      |       |
| 15  | 16 | Kamui Kobayashi    | Sauber-Ferrari       | 54   | +1 giro                     | 14      |       |
| 16  | 17 | Sergio Pérez       | Sauber-Ferrari       | 54   | +1 giro                     | 17      |       |
| 17  | 21 | Jarno Trulli       | Lotus-Renault        | 54   | +1 giro                     | 20      |       |
| 18  | 24 | Timo Glock         | Virgin-Cosworth      | 54   | +1 giro                     | 21      |       |
| 19  | 22 | Daniel Ricciardo   | HRT-Cosworth         | 54   | +1 giro                     | 24      |       |
| 20  | 25 | Jérôme d'Ambrosio  | Virgin-Cosworth      | 54   | +1 giro                     | 22      |       |
| 21  | 23 | Vitantonio Liuzzi  | HRT-Cosworth         | 52   | +3 giri                     | 23      |       |
| Rit | 12 | Pastor Maldonado   | Williams-Cosworth    | 30   | Motore                      | 16      |       |
| Rit | 10 | Vitalij Petrov     | Renault              | 16   | Collisione con M.Schumacher | 8       |       |
| Rit | 7  | Michael Schumacher | Mercedes GP          | 15   | Collisione con V.Petrov     | 12      |       |

## Classifiche Mondiali

### Piloti
| Pos | Pilota             | Punti |
| --- | ------------------ | ----- |
| 1   | Sebastian Vettel   | 349   |
| 2   | Jenson Button      | 222   |
| 3   | Fernando Alonso    | 212   |
| 4   | Mark Webber        | 209   |
| 5   | Lewis Hamilton     | 196   |
| 6   | Felipe Massa       | 98    |
| 7   | Nico Rosberg       | 67    |
| 8   | Michael Schumacher | 60    |
| 9   | Vitalij Petrov     | 36    |
| 10  | Nick Heidfeld      | 34    |
| 11  | Adrian Sutil       | 28    |
| 12  | Kamui Kobayashi    | 27    |
| 13  | Jaime Alguersuari  | 22    |
| 14  | Paul di Resta      | 21    |
| 15  | Sébastien Buemi    | 15    |
| 16  | Sergio Pérez       | 13    |
| 17  | Rubens Barrichello | 4     |
| 18  | Bruno Senna        | 2     |
| 19  | Pastor Maldonado   | 1     |

### Costruttori
| Pos | Team                 | Punti |
| --- | -------------------- | ----- |
| 1   | RBR-Renault          | 558   |
| 2   | McLaren-Mercedes     | 418   |
| 3   | Ferrari              | 310   |
| 4   | Mercedes GP          | 127   |
| 5   | Renault              | 72    |
| 6   | Force India-Mercedes | 49    |
| 7   | Sauber-Ferrari       | 40    |
| 8   | STR-Ferrari          | 37    |
| 9   | Williams-Cosworth    | 5     |

## Decisioni della FIA
Al termine della gara i commissari hanno deciso di penalizzare Vitalij Petrov per l'incidente causato che ha messo fuori gioco anche Michael Schumacher. Il pilota russo della Renault dovrà scontare cinque posizioni in griglia nel successivo Gran Premio d'India.
L'HRT è stata multata di 5.000 € per avere rimandato in pista Daniel Ricciardo dopo un pit stop in condizioni di mancata sicurezza, per il sopraggiungere di un'altra monoposto.